# Grand Prix Španělska 2013
Grand Prix Španělska 2013 (2013 Formula 1 Gran Premio de España) byl pátý závod sezóny 2013 Formule 1. Konala se od 10. do 12. května na okruhu Circuit de Catalunya v Montmeló a jejím konáním se naplnilo sto let od první španělské grand prix, která se konala v roce 1913.
Vítězem předchozího ročníku byl Pastor Maldonado, následovaný Fernandem Alonsem a Kimi Räikkönenem. Aktivní piloti, kteří dosud vyhráli ve Španělsku kromě Pastora Maldonada, byli Fernando Alonso, Felipe Massa, Kimi Räikkönen, Jenson Button, Mark Webber a Sebastian Vettel.
Sauber otestoval novou specifikaci zadního křídla. Ferrari přijelo s vylepšením karoserie, podlahy a křídla. Caterham použil nový přední spoiler bez „kachního zobáku“.

## Volné tréninky

### První volný trénink
První volný trénink začal v pátek 10. května v 10:00 a ukončen byl v 11:30.
| Pozice | Jezdec           | Vůz                  | Čas      |
| ------ | ---------------- | -------------------- | -------- |
| 1      | Fernando Alonso  | Ferrari              | 1:25.252 |
| 2      | Felipe Massa     | Ferrari              | 1:25.455 |
| 3      | Jean-Éric Vergne | Toro Rosso-Ferrari   | 1:25.667 |
| 4      | Romain Grosjean  | Lotus-Renault        | 1:26.042 |
| 5      | Adrian Sutil     | Force India-Mercedes | 1:26.212 |

### Druhý volný trénink
Druhý volný trénink začal v pátek 10. května ve 14:00 a skončil v 15:30.
| Pozice | Jezdec           | Vůz              | Čas      |
| ------ | ---------------- | ---------------- | -------- |
| 1      | Sebastian Vettel | Red Bull-Renault | 1:22.808 |
| 2      | Fernando Alonso  | Ferrari          | 1:22.825 |
| 3      | Mark Webber      | Red Bull-Renault | 1:22.891 |
| 4      | Kimi Räikkönen   | Lotus-Renault    | 1:23.030 |
| 5      | Felipe Massa     | Ferrari          | 1:23.110 |

### Třetí volný trénink
Třetí volný trénink začal v sobotu 11. května v 11:00 a skončil ve 12:00.
| Pozice | Jezdec           | Vůz              | Čas      |
| ------ | ---------------- | ---------------- | -------- |
| 1      | Felipe Massa     | Ferrari          | 1:21.901 |
| 2      | Kimi Räikkönen   | Lotus-Renault    | 1:21.907 |
| 3      | Mark Webber      | Red Bull-Renault | 1:22.044 |
| 4      | Romain Grosjean  | Lotus-Renault    | 1:22.069 |
| 5      | Sebastian Vettel | Red Bull-Renault | 1:22.229 |